# معزز التنشيط القائم على التيروزين المناعي

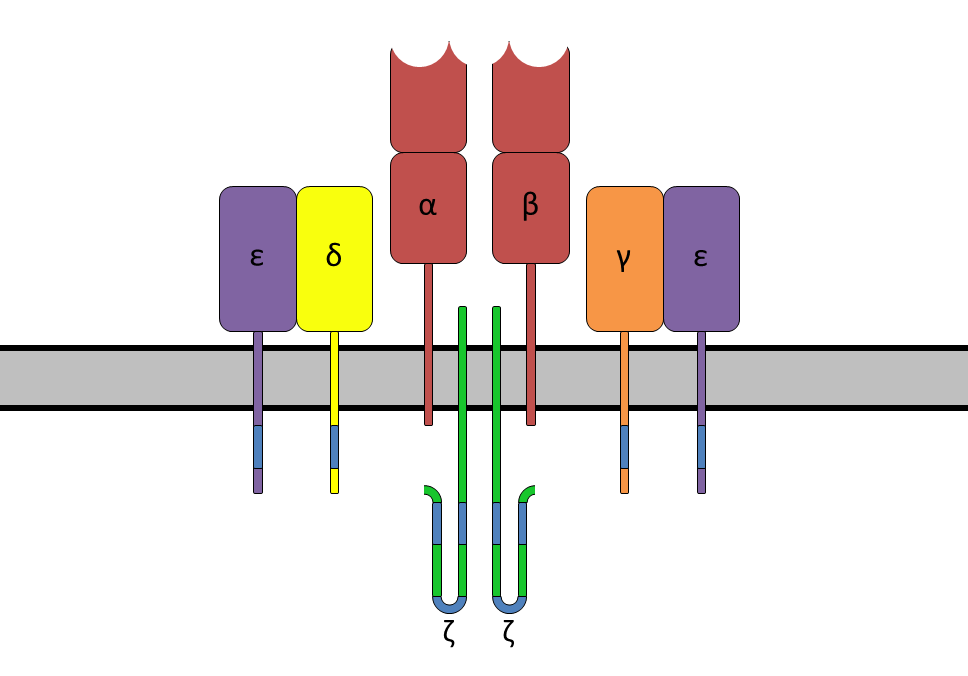

معزر التنشيط القائم على التيروزين (ITAM) هو تسلسل محفوظ لأربعة أحماض أمينية تتكرر مرتين في الذيول السيتوبلازمية لمستقبلات التيروزين الفسفورية غير الحفزية، وهي بروتينات سطح الخلية الموجودة في الخلايا المناعية.إنه مكون لا يتجزأ من بدء مسار الإشارات ومن ثم تنشيط الخلايا المناعية.[بحاجة لمصدر]

## البنية
يحتوي الشكل على تيروزين مفصول عن ليسين أو إيزولوسين بواسطة أي نوعين من الأحماض الأمينية الأخرى، مما يعطي الرمز YxxL / I.يتم فصل اثنتين من هذه الرموز بشكل نموذجي بين 6 و 8 أحماض أمينية في الذيل السيتوبلازمي للجزيء (YxxL / Ix (6-8) YxxL / I).

## الوظيفة
تعتبر ITAMs مهمة لنقل الإشارات في الخلايا المناعية.توجد في الذيل السيتوبلازمي لمستقبلات التيروزين الفسفورية غير التحفيزية مثل CD3 و من مجمع مستقبلات الخلايا التائية، وسلاسل CD79-alpha و -beta لمركب مستقبلات الخلايا البائية، وبعض مستقبلات Fc.تصبح بقايا التيروزين داخل هذه الأشكال مُفسفرة بواسطة كينازات عائلة Src (SFK) بعد تفاعل جزيئات المستقبل مع روابطها.تعمل ITAMs المفسفرة كمواقع لربط البروتينات الأخرى التي تحتوي على مجال SH2 مما يؤدي إلى سلسلة إشارات تؤدي إلى تنشيط الخلية المناعية.
مستقبلات التيروزين الفوسفورية غير الحفّازة الأخرى تحمل فكرة مثبطة محفوظة (ITIM) والتي، عند الفسفرة ، تؤدي إلى تثبيط مسار الإشارة.

## الإختلافات الجينية
يتم فهرسة الطفرات الجينية البشرية النادرة في قواعد بيانات التباين الجيني البشري والتي يمكن أن تؤدي إلى إنشاء أو حذف ITIM و ITAMs.

## اقرأ أيضا
- كتلة التمايز 4
- كيموكين
- سيتوكين
- خلية تائية
- خلية بائية
- خلية بلعمية